# Pterilia signata
Pterilia signata är en insektsart som beskrevs av William Lucas Distant 1906. Pterilia signata ingår i släktet Pterilia och familjen Caliscelidae.
Artens utbredningsområde är Sri Lanka. Inga underarter finns listade i Catalogue of Life.